# Aithsetter

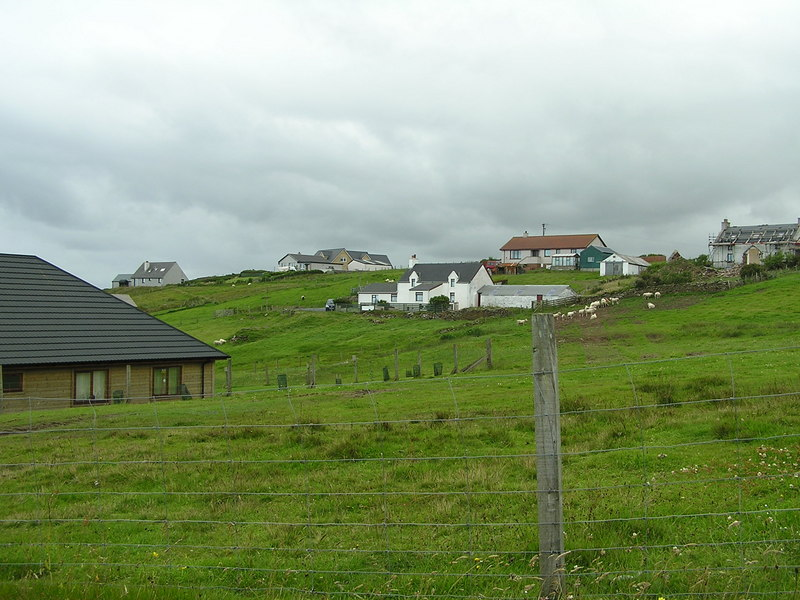
Häuser in Aithsetter

Aithsetter ist eine Ortschaft, die in Schottland im Süden der Shetlandinseln liegt.

## Geographie
Aithsetter ist ein kleiner Ort, der im Süden von Mainland in der Nähe der Ostküste liegt. Nach Cunningsburgh ist es einen Kilometer im Westen. Weitere Ortschaften in der Nähe sind Fladdabister im Norden und Greenmow im Süden.

## Historisches
Im Rahmen der historischen Gliederung Schottlands in Civil Parishes zählt Aithsetter zu Dunrossness.

## Verkehr
Räumlich erschlossen wird Aithsetter durch die regionale C211, die sowohl im Norden als auch im Süden den Ort mit der A970 verbindet.